# Ahshislepelta
Ahshislepelta é um gênero de dinossauro anquilossauro anquilossaurídeo herbívoro do período Cretáceo, há cerca de 75 milhões de anos, durante o Campaniano, no que é hoje a América do Norte.
O Ahshislepelta foi designado à família Ankylosauridae, e mais especificamente a subfamília Ankylosaurinae.

## Descoberta e nomeação

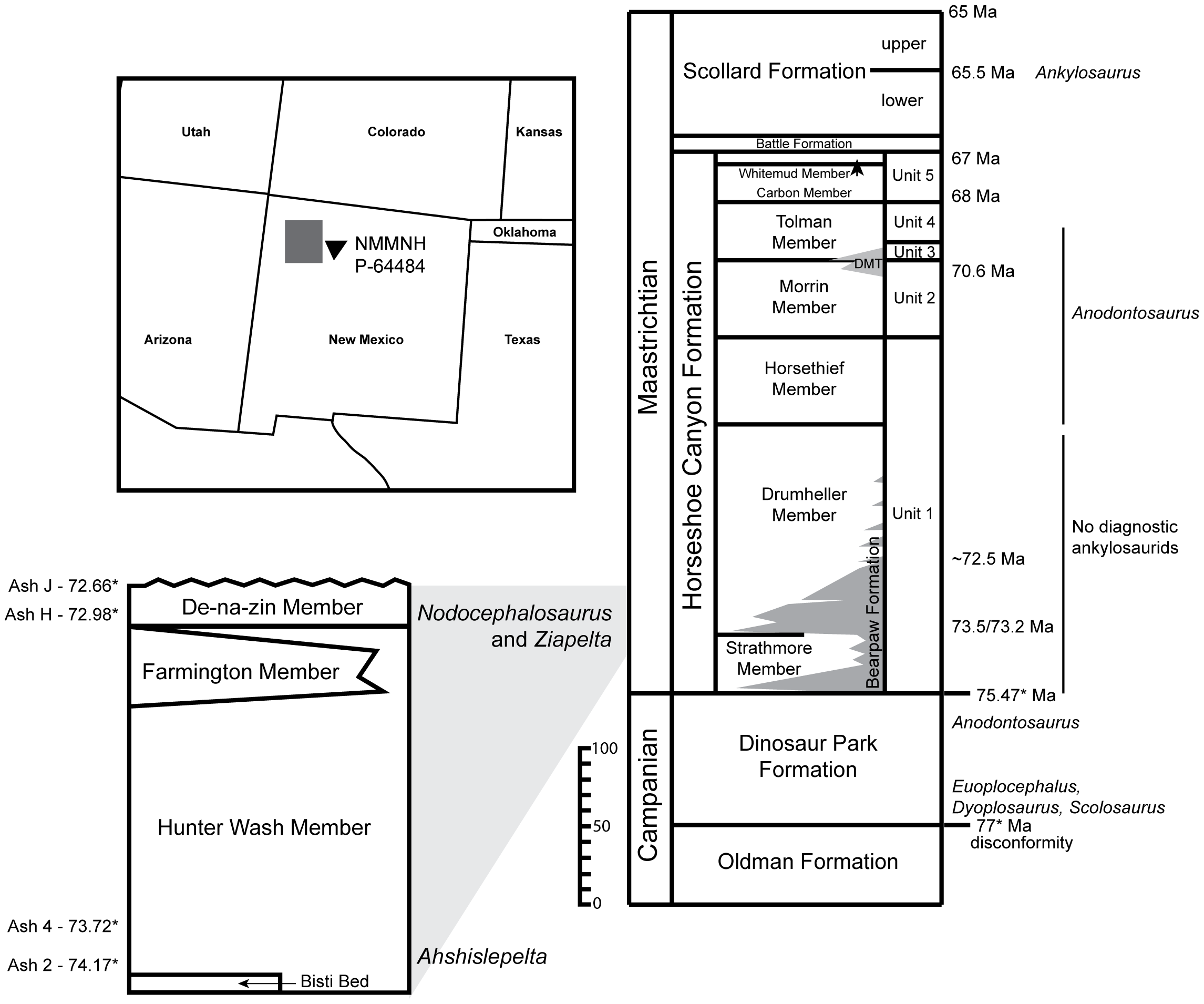
Ziapelta sanjuanensis

Um esqueleto pós-craniano parcial de um anquilossauro foi descoberto no Hunter Wash Member em 2005 numa parte inferior da Formação Kirtland, Novo México, na Área de Estudo da Natureza Selvagem de Ah-shi-sle-pah. O espécime foi posteriormente coletado em temporadas de campo consecutivas de 2005 a 2009 e foi posteriormente descrito em 2011 por Michael Burns e Robert M. Sullivan. O espécime do holótipo, SMP VP-1930, consiste em uma cintura parcial, escapulocoracoide parcial, porção proximal do rádio, numerosos fragmentos de vértebras cervicais e/ou dorsais, osteodermos torácicos completos e fragmentários, e outros fragmentos pós-cranianos não identificáveis. O espécime do holótipo está atualmente alojado no Museu Estadual da Pensilvânia, Harrisburg.
O nome genérico, Ahshislepelta , é derivado de Ah-shi-sle-pah Wash, a localidade de onde veio o holótipo, e da palavra grega antiga "peltè" (escudo). O nome específico, minor, é em referência ao seu pequeno tamanho adulto em relação a outros anquilossaurídeos norte-americanos.
O espécime do holótipo representa um indivíduo subadulto ou adulto com base na fusão completa dos escapulocoracoides, arco central e neural das vértebras e os núcleos osteodermos remodelados.